# 大衛·馬迪奧斯
大衛·馬迪奧斯（西班牙語：David Mateos Ramajo，1987年4月22日—），西班牙足球運動員，現為广西平果哈嘹球員，司职中场。馬迪奧斯是西甲皇家馬德里的青訓球員，曾效力皇馬的C隊和B队。

## 球會生涯
2010年4月3日，馬迪奧斯第一次被徵召代表皇家馬德里一隊對桑坦德競技的比賽，但最後並未上場。在2010-2011的西甲賽季前，馬迪奧斯正式跟皇馬一隊簽約，並穿起罗伊斯顿·德伦特的15號球衣。2010年11月23日，馬迪奧斯首次亮相于欧洲足球冠军联赛中皇家马德里对阿贾克斯的比赛，在最后10分钟替补出场。
2011年1月29日，雅典AEK与马迪奥斯签订了一份为期6个月的租借合同。后又在夏季租借至萨拉戈萨。2012年6月，马迪奥斯回到了皇家马德里卡斯蒂利亚。2013年9月2日，马迪奥斯加盟匈牙利足球俱乐部费伦茨瓦罗斯TC。
之后数年，马迪奥斯辗转美国、以色列、玻利维亚、中国等国家的足球俱乐部。

## 外部連結
- Real Madrid profile （西班牙文）
- 大衛·馬迪奧斯的X（前Twitter）